# Свемирска одисеја
Свемирска одисеја је литерарни серијал и медијска франшиза центрирана на универзуму створеном у филму 2001: Одисеја у свемиру и истоименом роману.

## Књижевна дела

### Кратке приче
- Стражар [] — прича написана 1948. године и објављена 1951. године као Стражар вечности.
- Сусрет у зори [] — прича први пут објављена 1953. године, преименована у Сусрет у зору и Експедиција на Земљу у каснијим издањима.

### Романи
- 2001: Одисеја у свемиру (енгл. 2001: A Space Odyssey) — написана упоредо са истоименим филмом и објављена 1968. године.
- 2010: Друга одисеја [] — објављена 1982. године, адаптирана од стране Питера Хајамса у сценарио за филм 2010: Година када успостављамо контакт.
- 2061: Трећа одисеја [] — објављена 1987. године.
- 3001: Коначна одисеја [] — објављена 1997. године.

### Стрипови
- 2001: Одисеја у свемиру (енгл. 2001: A Space Odyssey) — једнотомно издање куће Marvel Comics из 1968. године, базирано на истоименом филму.
- 2001: Одисеја у свемиру (енгл. 2001: A Space Odyssey) — месечно издање куће Marvel Comics, у десет епизода, из 1976—1977. године.
- 2010: Година када успостављамо контакт (енгл. 2010: The Year We Make Contact) — издање куће Marvel Comics из 1984. године, базирано на истоименом филму.

### Збирка есеја и белешки
- Изгубљени светови 2001. [] (енгл. The Lost Worlds of 2001 — збирка есеја, продукционих белешки и неупотребљених делова сценарија оригиналног филма, издата 1972. године.

## Филмови
- 2001: Одисеја у свемиру (енгл. 2001: A Space Odyssey) — филм из 1968. године.
- 2010: Година када успостављамо контакт [] — филм из 1984. године.

## Омнибус издање на српском језику
Године 1993, објављено је српско издање серијала, у преводу Зорана Живковића, у једној књизи. Књига садржи три романа и збирку есеја и белешки:
- 2001: Одисеја у свемиру
- Изгубљени светови 2001.
- 2010: Друга одисеја
- 2061: Трећа одисеја
- 3001: Коначна одисеја